# Tropicale Amissa Bongo 2023
La 16.ª edición de la competición ciclista Tropicale Amissa Bongo fue una carrera de ciclismo en ruta por etapas que se celebró entre el 23 y el 29 de enero de 2023 en Gabón sobre un recorrido de 931 kilómetros.
La carrera formó parte del UCI Africa Tour 2023, calendario ciclístico de los Circuitos Continentales UCI, dentro de la categoría 2.1 y fue ganada por el francés Geoffrey Soupe del Total Energies. Completaron el podio, como segundo y tercer clasificado respectivamente, el argelino Hamza Amari y el mauriciano Christopher Rougier-Lagane.

## Equipos participantes
Tomaron parte en la carrera 14 equipos: 3 de categoría UCI ProTeam, 1 de categoría Continental y 10 selecciones nacionales. Formaron así un pelotón de 89 ciclistas de los que acabaron 84. Los equipos participantes fueron:
| ProTeams (3)- Bingoal WB - Burgos-BH - TotalEnergies Equipo continental- EF Education-Nippo Development Equipos nacionales (10)- Argelia - Benín - Burkina Faso - Camerún - Costa de Marfil - Eritrea - Gabón - Mauricio - Marruecos - Ruanda |
| |

## Recorrido
La Tropicale Amissa Bongo dispuso de siete etapas para un recorrido total de 969,2 kilómetros.
| Etapa     | Fecha     | Recorrido                 | type        | Distancia (km) | Desnivel (m) | Ganador                | Líder          |
| --------- | --------- | ------------------------- | ----------- | -------------- | ------------ | ---------------------- | -------------- |
| 1.ª etapa | 23 de ene | Bitam – Oyem              | etapa llana | 122            | 1306 m       | Geoffrey Soupe         | Geoffrey Soupe |
| 2.ª etapa | 24 de ene | Oyem – Mitzic             | etapa llana | 109            | 1281 m       | Jason Tesson           | Geoffrey Soupe |
| 3.ª etapa | 25 de ene | Lébamba – Mouila          | etapa llana | 123            | 492 m        | Jason Tesson           | Jason Tesson   |
| 4.ª etapa | 26 de ene | Mouila – Lambaréné        | etapa llana | 190            | 1174 m       | Azzedine Lagab         | Jason Tesson   |
| 5.ª etapa | 27 de ene | Kango                     | etapa llana | 130            | 461 m        | Miguel Ángel Fernández | Jason Tesson   |
| 6.ª etapa | 28 de ene | Port-Gentil – Port-Gentil | etapa llana | 127            | 450 m        | Karl Patrick Lauk      | Geoffrey Soupe |
| 7.ª etapa | 29 de ene | Cabo Esterias – Owendo    | etapa llana | 130            | 734 m        | Alexander Salby        | Geoffrey Soupe |

## Clasificaciones finales
- Las clasificaciones finalizaron de la siguiente forma:[4]

### Clasificación general
| \| Clasificación general \| Clasificación general \| Clasificación general \| Clasificación general \| Clasificación general \| \| Ciclista \| Ciclista \| Equipo \| Tiempo \| \| \| --------------------- \| --------------------- \| ----------------------------- \| --------------------- \| --------------------- \| \| 1.º \| Geoffrey Soupe \| TotalEnergies \| 20 h 18 min 16 s \| \| \| 2.º \| Hamza Amari \| Argelia \| + 29 s \| \| \| 3.º \| Christopher Lagane \| Mauricio \| + 34 s \| \| \| 4.º \| Natnael Berhane \| Beykoz Belediyesi Spor Kulübü \| + 36 s \| \| \| 5.º \| Dawit Yemane \| Eritrea \| + 38 s \| \| \| 6.º \| Paul Ourselin \| TotalEnergies \| + 39 s \| \| \| 7.º \| Alexis Guérin \| Bingoal WB \| + 50 s \| \| \| 8.º \| Clément Alleno \| Burgos-BH \| + 55 s \| \| \| 9.º \| Karl Patrick Lauk \| Bingoal WB \| + 1 min 18 s \| \| \| 10.º \| Jason Tesson \| TotalEnergies \| + 1 min 39 s \| \| |                    |                               |                  |
| |                    |                               |                  |
| Fuente: ProCyclingStats |                    |                               |                  |
| Clasificación general |                    |                               |                  |
| Ciclista | Ciclista           | Equipo                        | Tiempo           |
| 1.º | Geoffrey Soupe     | TotalEnergies                 | 20 h 18 min 16 s |
| 2.º | Hamza Amari        | Argelia                       | + 29 s           |
| 3.º | Christopher Lagane | Mauricio                      | + 34 s           |
| 4.º | Natnael Berhane    | Beykoz Belediyesi Spor Kulübü | + 36 s           |
| 5.º | Dawit Yemane       | Eritrea                       | + 38 s           |
| 6.º | Paul Ourselin      | TotalEnergies                 | + 39 s           |
| 7.º | Alexis Guérin      | Bingoal WB                    | + 50 s           |
| 8.º | Clément Alleno     | Burgos-BH                     | + 55 s           |
| 9.º | Karl Patrick Lauk  | Bingoal WB                    | + 1 min 18 s     |
| 10.º | Jason Tesson       | TotalEnergies                 | + 1 min 39 s     |

### Clasificación de la montaña
| Clasificación de la montaña | Clasificación de la montaña | Clasificación de la montaña | Clasificación de la montaña | Clasificación de la montaña |
| Ciclista                    | Ciclista                    | Equipo                      | Puntos                      |                             |
| --------------------------- | --------------------------- | --------------------------- | --------------------------- | --------------------------- |
| 1.º                         | Lennert Teugels             | Bingoal WB                  | 18 pts                      |                             |
| 2.º                         | Mario Aparicio              | Burgos-BH                   | 14 pts                      |                             |
| 4.º                         | Azzedine Lagab              | Argelia                     | 5 pts                       |                             |
| 5.º                         | Paul Daumont                | Burkina Faso                | 5 pts                       |                             |
| 6.º                         | Antonio Angulo              | Burgos-BH                   | 5 pts                       |                             |
| 7.º                         | Meron Teshome               | Eritrea                     | 4 pts                       |                             |
| 8.º                         | Ephrem Ghebrehiwet          | Eritrea                     | 3 pts                       |                             |
| 9.º                         | El Houcaine Sabbahi         | Marruecos                   | 3 pts                       |                             |
| 10.º                        | Moïse Mugisha               | Ruanda                      | 3 pts                       |                             |

### Clasificación de los puntos
| Clasificación por puntos | Clasificación por puntos | Clasificación por puntos           | Clasificación por puntos | Clasificación por puntos |
| Ciclista                 | Ciclista                 | Equipo                             | Puntos                   |                          |
| ------------------------ | ------------------------ | ---------------------------------- | ------------------------ | ------------------------ |
| 1.º                      | Geoffrey Soupe           | TotalEnergies                      | 138 pts                  |                          |
| 2.º                      | Jason Tesson             | TotalEnergies                      | 112 pts                  |                          |
| 3.º                      | Henok Mulubrhan          | Green Project-Bardiani CSF-Faizanè | 105 pts                  |                          |
| 4.º                      | Hamza Amari              | Argelia                            | 95 pts                   |                          |
| 5.º                      | Émilien Jeannière        | TotalEnergies                      | 95 pts                   |                          |
| 6.º                      | Youssef Bdadou           | Marruecos                          | 83 pts                   |                          |
| 7.º                      | Cyril Barthe             | Burgos-BH                          | 78 pts                   |                          |
| 8.º                      | Natnael Berhane          | Beykoz Belediyesi Spor Kulübü      | 76 pts                   |                          |
| 9.º                      | Serguéi Rostóvtsev       | Beykoz Belediyesi Spor Kulübü      | 64 pts                   |                          |
| 10.º                     | Antonio Angulo           | Burgos-BH                          | 62 pts                   |                          |

### Clasificación de los jóvenes
| Clasificación del mejor joven | Clasificación del mejor joven | Clasificación del mejor joven | Clasificación del mejor joven | Clasificación del mejor joven |
| Ciclista                      | Ciclista                      | Equipo                        | Tiempo                        |                               |
| ----------------------------- | ----------------------------- | ----------------------------- | ----------------------------- | ----------------------------- |
| 1.º                           | Hamza Amari                   | Argelia                       | 20 h 18 min 45 s              |                               |
| 2.º                           | Clément Alleno                | Burgos-BH                     | + 26 s                        |                               |
| 3.º                           | Henok Mulubrhan               | Eritrea                       | + 1 min 21 s                  |                               |
| 4.º                           | Louis Blouwe                  | Bingoal WB                    | + 1 min 30 s                  |                               |
| 5.º                           | Ephrem Ghebrehiwet            | Eritrea                       | + 1 min 37 s                  |                               |

### Clasificación por equipos
| Clasificación por equipos | Clasificación por equipos      | Clasificación por equipos | Clasificación por equipos |
| Equipo                    | Equipo                         | Tiempo                    |                           |
| ------------------------- | ------------------------------ | ------------------------- | ------------------------- |
| 1.º                       | TotalEnergies                  | 60 h 58 min 14 s          |                           |
| 2.º                       | Bingoal WB                     | + 0 s                     |                           |
| 3.º                       | Eritrea                        | + 1 min 10 s              |                           |
| 4.º                       | EF Education-Nippo Development | + 1 min 44 s              |                           |
| 5.º                       | Ruanda                         | + 1 min 58 s              |                           |

## Evolución de las clasificaciones
| Etapa                   |                         | Ganador _              | Clasificación general | Puntos            | Montaña         | Jóvenes         | Equipo        |
| ----------------------- | ----------------------- | ---------------------- | --------------------- | ----------------- | --------------- | --------------- | ------------- |
| 1.ª etapa               | etapa llana             | Geoffrey Soupe         | Geoffrey Soupe        | Geoffrey Soupe    | Mario Aparicio  | Louis Blouwe    | TotalEnergies |
| 2.ª etapa               | etapa llana             | Jason Tesson           | Geoffrey Soupe        | Émilien Jeannière | Antonio Angulo  | Louis Blouwe    | TotalEnergies |
| 3.ª etapa               | etapa llana             | Jason Tesson           | Jason Tesson          | Jason Tesson      | Lennert Teugels | Henok Mulubrhan | TotalEnergies |
| 4.ª etapa               | etapa llana             | Azzedine Lagab         | Jason Tesson          | Jason Tesson      | Lennert Teugels | Louis Blouwe    | Eritrea       |
| 5.ª etapa               | etapa llana             | Miguel Ángel Fernández | Jason Tesson          | Jason Tesson      | Lennert Teugels | Henok Mulubrhan | Eritrea       |
| 6.ª etapa               | etapa llana             | Karl Patrick Lauk      | Geoffrey Soupe        | Geoffrey Soupe    | Lennert Teugels | Hamza Amari     | TotalEnergies |
| 7.ª etapa               | etapa llana             | Alexander Salby        | Geoffrey Soupe        | Geoffrey Soupe    | Lennert Teugels | Hamza Amari     | TotalEnergies |
| Clasificaciones finales | Clasificaciones finales |                        | Geoffrey Soupe        | Geoffrey Soupe    | Lennert Teugels | Hamza Amari     | TotalEnergies |

## UCI World Ranking
La Tropicale Amissa Bongo otorga puntos para el UCI World Ranking para corredores de los equipos en las categorías UCI WorldTeam, UCI ProTeam y Continental. Las siguientes tablas son el baremo de puntuación y los 10 corredores que obtuvieron más puntos:
| Posición              | 1.º | 2.º | 3.º | 4.º | 5.º | 6.º | 7.º | 8.º | 9.º | 10.º | 11.º | 12.º | 13.º-15.º | 16.º-25.º |
| Clasificación general | 125 | 85  | 70  | 60  | 50  | 40  | 35  | 30  | 25  | 20   | 15   | 10   | 5         | 3         |
| Por etapa             | 14  | 5   | 3   |     |     |     |     |     |     |      |      |      |           |           |
| Líder                 | 3   |     |     |     |     |     |     |     |     |      |      |      |           |           |

| Clasificación |                            |                               |         |       |       |       |
| Posición      | Ciclista                   | Equipo                        | General | Etapa | Líder | Total |
| ------------- | -------------------------- | ----------------------------- | ------- | ----- | ----- | ----- |
| 1.º           | Geoffrey Soupe             | Total Energies                | 125     | 27    | 9     | 161   |
| 2.º           | Hamza Amari                | Selección de Argelia          | 85      | -     | -     | 85    |
| 3.º           | Christopher Rougier-Lagane | Selección de Mauricio         | 70      | -     | -     | 70    |
| 4.º           | Natnael Berhane            | Beykoz Belediyesi Spor Kulübü | 60      | -     | -     | 60    |
| 5.º           | Jason Tesson               | Total Energies                | 20      | 31    | 9     | 60    |
| 6.º           | Dawit Yemane               | Selección de Eritrea          | 50      | -     | -     | 50    |
| 7.º           | Paul Ourselin              | Total Energies                | 40      | -     | -     | 40    |
| 8.º           | Karl Patrick Lauk          | Bingoal WB                    | 25      | 14    | -     | 39    |
| 9.º           | Alexis Guérin              | Bingoal WB                    | 35      | -     | -     | 35    |
| 10.º          | Clément Alleno             | Burgos-BH                     | 30      | 3     | -     | 33    |